# Felice Mazzù
Felice Mazzù (Charleroi, 12 marzo 1966) è un allenatore di calcio ed ex calciatore italiano, con cittadinanza belga, di ruolo centrocampista, tecnico del Sint-Truiden.

## Biografia
È figlio di operai italiani: la madre originaria di Gerace ed il padre Pasquale, nato a Scido, infatti sono calabresi ed emigrarono in Belgio: qui il padre trovò lavoro come minatore nell'area di Charleroi.

## Carriera

### Giocatore
Cresciuto a Charleroi, completa gli studi secondari all'Athénée Royal de Gilly e contemporaneamente entra nel settore giovanile dello Sporting de Charleroi, l'attuale Charleroi. Dopo aver svolto il servizio militare, gioca qualche anno nelle serie minori belghe prima di intraprendere la carriera come insegnante di educazione fisica nelle scuole secondarie (insegna a Gilly, Nivelles e Marcinelle in particolare).

### Allenatore

#### Gli inizi
Parallelamente alla vita da insegnante, Mazzù inizia a studiare come allenatore di calcio, riuscendo a conseguire il diploma da allenatore e la "licenza UEFA Pro" nel giugno 2014. Dal 1990 al 1996 allena nelle giovanili del Nivelles; successivamente allena per complessivi 8 anni nelle serie minori belghe: in particolare, dal 1996 al 1998 come vice e dal 1998 al 2000 come allenatore del Marchienne-au-Pont, mentre dal 2000 al 2006 guida il Brainois. Passa quindi al Léopold, dove rimane per l'intera stagione 2006-2007. 
Nella stagione 2008-2009 è invece vice al Tubize-Braine, squadra di Tweede klasse (la seconda divisione belga); per la stagione 2009-2010 diventa allenatore della squadra, che guida alla conquista di un quindicesimo posto in classifica in campionato, prima di decidere di non rinnovare il proprio contratto.
Rimasto svincolato, il 1º settembre 2010 viene annunciato come nuovo allenatore del White Star Woluwe, con cui nella stagione 2010-2011 vince il campionato di Derde klasse (terza divisione), conquistando poi 2 salvezze consecutive (con un sesto ed un settimo posto in classifica nei campionati 2011-2012 e 2012-2013) in seconda divisione.

#### Charleroi
Nell'estate del 2013 passa allo Charleroi, squadra di prima divisione; nella sua prima stagione la squadra bianconera, neopromossa in massima serie, termina il campionato al decimo posto in classifica e conquista la salvezza. Nella stagione successiva termina il campionato al sesto posto in classifica e, dopo i risultati ottenuti nei play-off, ottiene la qualificazione alla successiva edizione dell'Europa League. Nella stagione 2015-2016 lo Charleroi termina il campionato all'ottavo posto in classifica, mentre in Europa League viene eliminato nel terzo turno preliminare dagli ucraini dello Zorja con un complessivo 5-0 fra andata e ritorno, dopo aver eliminato gli israeliani del Beitar Gerusalemme con un complessivo 9-2 nel secondo turno preliminare.
Viene riconfermato alla guida della squadra bianconera anche per la stagione 2016-2017, nella quale conclude al sesto posto in campionato, qualificandosi per i play-off, nei quali non riesce però ad ottenere la qualificazione all'Europa League. Nella stagione seguente (2017-18) Mazzù ottiene il suo migliore risultato al termine della prima fase: terzo posto in classifica e terza qualificazione ai play-off, nei quali però la squadra crolla, terminando al sesto ed ultimo posto, fuori anche dalle competizioni europee. Questi risultati gli permettono di vincere il Trofeo Raymond Goethals ed il premio come Allenatore belga dell'anno 2017. La sua sesta stagione allo Sporting è meno soddisfacente. Il club carolo finirà nono alla fine del girone di ritorno, tuttavia riesce a salvare la stagione vincendo il secondo gruppo di play-off, fallendo però nello spareggio per accedere all'Europa League, contro l'Anversa. Al termine della stagione, lascia il club bianconero.

#### Genk
Il 3 giugno 2019 viene presentato ufficialmente come nuovo allenatore del Genk, campione in carica, per la stagione 2019-2020. Il 20 luglio 2019 ha subito vinto la Supercoppa del Belgio battendo 3-0 il Malines. Nonostante ciò, il 12 novembre 2019 viene esonerato a causa dei risultati ritenuti insufficienti per il club campione in carica (nono in classifica con 20 punti su 42).

#### Royale Union Saint-Gilloise
Rimasto senza squadra per il resto della stagione, il 24 maggio 2020 viene ingaggiato come allenatore della gloriosa Union Saint-Gilloise di Bruxelles, che gli offre un contratto per una stagione, con opzione per una stagione aggiuntiva e l'obiettivo di riportare il club in prima divisione. L'Unione di Felice Mazzù in effetti domina la Proximus League e il 13 marzo 2021 il club di Bruxelles è ufficialmente campione, con cinque giornate ancora da giocare, sancendo il ritorno nell'élite del calcio belga. Felice Mazzù ha così compiuto la sua missione di riportare l'Unione nella Jupiler Pro League, a 47 anni dall'ultima partecipazione al massimo campionato. Questo traguardo gli ha permesso di vincere per la seconda volta il Trofeo Raymond Goethals.
Al primo anno nella serie maggiore, Mazzù stupisce tutti e chiude la stagione 2021-2022 al 2º posto finale, dopo aver terminato al primo posto in classifica nella regular season e al secondo posto nei play-off vinti dal Club Bruges. Questo risultato gli è valso la qualifica al terzo turno preliminare in Champions League
ed il premio come Miglior allenatore dell'anno per la stagione 2021-2022.

#### Anderlecht e ritorno allo Charleroi
Il 31 maggio 2022 viene ingaggiato dall'Anderlecht come nuovo allenatore, sostituendo Vincent Kompany. Il 24 ottobre successivo, dopo 14 giornate di campionato e solo 5 vittorie, viene esonerato e sostituito dall'allenatore della squadra Riserve, l'olandese Robin Veldman.
Dopo meno di un mese, il 12 novembre 2022, viene chiamato a subentrare sulla panchina dello Charleroi, per un ritorno a distanza di 4 anni. Il 21 marzo 2024 viene sollevato dall'incarico.

## Statistiche
Statistiche aggiornate al 21 marzo 2024. In grassetto le competizioni vinte.
| Stagione                    | Squadra                     | Campionato                  | Campionato | Campionato | Campionato | Campionato | Coppe nazionali | Coppe nazionali | Coppe nazionali | Coppe nazionali | Coppe nazionali | Coppe continentali | Coppe continentali | Coppe continentali | Coppe continentali | Coppe continentali | Altre coppe | Altre coppe | Altre coppe | Altre coppe | Altre coppe | Totale | Totale | Totale | Totale | % Vittorie | Piazzamento |
| Stagione                    | Squadra                     | Comp                        | G          | V          | N          | P          | Comp            | G               | V               | N               | P               | Comp               | G                  | V                  | N                  | P                  | Comp        | G           | V           | N           | P           | G      | V      | N      | P      | %          | Piazzamento |
| --------------------------- | --------------------------- | --------------------------- | ---------- | ---------- | ---------- | ---------- | --------------- | --------------- | --------------- | --------------- | --------------- | ------------------ | ------------------ | ------------------ | ------------------ | ------------------ | ----------- | ----------- | ----------- | ----------- | ----------- | ------ | ------ | ------ | ------ | ---------- | ----------- |
| 2009-2010                   | Tubize-Braine               | 1B                          | 31         | 6          | 15         | 10         | CB              | 1               | 0               | 0               | 1               | -                  | -                  | -                  | -                  | -                  | -           | -           | -           | -           | -           | 32     | 6      | 15     | 11     | 18,75      | Sub, 15º    |
| 2010-2011                   | White Star Woluwe           | 3D                          | 34         | 23         | 6          | 5          | CB              | 2               | 1               | 0               | 1               | -                  | -                  | -                  | -                  | -                  | -           | -           | -           | -           | -           | 36     | 24     | 6      | 6      | 66,67      | 1º (prom.)  |
| 2011-2012                   | White Star Woluwe           | 1B                          | 34         | 14         | 9          | 11         | CB              | 2               | 1               | 0               | 1               | -                  | -                  | -                  | -                  | -                  | -           | -           | -           | -           | -           | 36     | 15     | 9      | 12     | 41,67      | 6º          |
| 2012-2013                   | White Star Woluwe           | 1B                          | 34         | 14         | 8          | 12         | CB              | 3               | 2               | 0               | 1               | -                  | -                  | -                  | -                  | -                  | -           | -           | -           | -           | -           | 37     | 16     | 8      | 13     | 43,24      | 7º          |
| Totale White Star Woluwe    | Totale White Star Woluwe    | Totale White Star Woluwe    | 102        | 51         | 23         | 28         |                 | 7               | 4               | 0               | 3               |                    | -                  | -                  | -                  | -                  |             | -           | -           | -           | -           | 109    | 55     | 23     | 31     | 50,46      |             |
| 2013-2014                   | Charleroi                   | PL                          | 30+6       | 8+4        | 10+1       | 12+1       | CB              | 2               | 1               | 0               | 1               | -                  | -                  | -                  | -                  | -                  | -           | -           | -           | -           | -           | 38     | 13     | 11     | 14     | 34,21      | 10º         |
| 2014-2015                   | Charleroi                   | PL                          | 30+12      | 14+4       | 7+2        | 9+6        | CB              | 4               | 3               | 0               | 1               | -                  | -                  | -                  | -                  | -                  | -           | -           | -           | -           | -           | 46     | 21     | 9      | 16     | 45,65      | 5º          |
| 2015-2016                   | Charleroi                   | PL                          | 30+10      | 10+6       | 9+2        | 11+2       | CB              | 2               | 1               | 0               | 1               | UEL                | 4                  | 2                  | 0                  | 2                  | -           | -           | -           | -           | -           | 46     | 21     | 9      | 16     | 45,65      | 5º          |
| 2016-2017                   | Charleroi                   | PL                          | 30+9       | 13+2       | 11+3       | 6+4        | CB              | 3               | 2               | 0               | 1               | -                  | -                  | -                  | -                  | -                  | -           | -           | -           | -           | -           | 42     | 17     | 14     | 11     | 40,48      | 5º          |
| 2017-2018                   | Charleroi                   | PL                          | 30+10      | 13+2       | 12+2       | 5+6        | CB              | 3               | 2               | 0               | 1               | -                  | -                  | -                  | -                  | -                  | -           | -           | -           | -           | -           | 43     | 17     | 14     | 12     | 39,53      | 3º          |
| 2018-2019                   | Charleroi                   | PL                          | 30+12      | 12+8       | 6+1        | 12+3       | CB              | 2               | 1               | 0               | 1               | -                  | -                  | -                  | -                  | -                  | -           | -           | -           | -           | -           | 44     | 21     | 7      | 16     | 47,73      | 9º          |
| lug.-nov. 2019              | Genk                        | PL                          | 15         | 6          | 3          | 6          | CB              | 1               | 1               | 0               | 0               | UCL                | 4                  | 0                  | 1                  | 3                  | SC          | 1           | 1           | 0           | 0           | 21     | 8      | 4      | 9      | 38,10      | Eson.       |
| 2020-2021                   | Union Saint-Gilloise        | 1D                          | 28         | 22         | 4          | 2          | CB              | 3               | 2               | 0               | 1               | -                  | -                  | -                  | -                  | -                  | -           | -           | -           | -           | -           | 31     | 24     | 4      | 3      | 77,42      | 1º (prom.)  |
| 2021-2022                   | Union Saint-Gilloise        | PL                          | 34+6       | 24+2       | 5+1        | 5+3        | CB              | 2               | 1               | 0               | 1               | -                  | -                  | -                  | -                  | -                  | -           | -           | -           | -           | -           | 42     | 27     | 6      | 9      | 64,29      | 2º          |
| Totale Union Saint-Gilloise | Totale Union Saint-Gilloise | Totale Union Saint-Gilloise | 68         | 48         | 10         | 10         |                 | 5               | 3               | 0               | 2               |                    | -                  | -                  | -                  | -                  |             | -           | -           | -           | -           | 73     | 51     | 10     | 12     | 69,86      |             |
| lug.-ott. 2022              | Anderlecht                  | PL                          | 14         | 5          | 1          | 8          | CB              | 0               | 0               | 0               | 0               | UECL               | 8                  | 5                  | 1                  | 2                  | -           | -           | -           | -           | -           | 22     | 10     | 2      | 10     | 45,45      | Eson.       |
| nov. 2022-2023              | Charleroi                   | PL                          | 17         | 8          | 5          | 4          | CB              | -               | -               | -               | -               | -                  | -                  | -                  | -                  | -                  | -           | -           | -           | -           |             | 17     | 8      | 5      | 4      | 47,06      | Sub. 10º    |
| 2023-mar. 2024              | Charleroi                   | PL                          | 30         | 7          | 8          | 15         | CB              | 2               | 1               | 0               | 1               | -                  | -                  | -                  | -                  | -                  | -           | -           | -           | -           |             | 32     | 8      | 8      | 16     | 25,00      | Eson.       |
| Totale Charleroi            | Totale Charleroi            | Totale Charleroi            | 286        | 111        | 79         | 96         |                 | 18              | 11              | 0               | 7               |                    | 4                  | 2                  | 0                  | 2                  |             | -           | -           | -           | -           | 308    | 124    | 79     | 105    | 40,26      |             |
| Totale carriera             | Totale carriera             | Totale carriera             | 516        | 227        | 131        | 158        |                 | 32              | 19              | 0               | 13              |                    | 16                 | 7                  | 2                  | 7                  |             | 1           | 1           | 0           | 0           | 565    | 254    | 133    | 178    | 44,96      |             |

## Palmarès

### Allenatore

#### Club

##### Competizioni nazionali
- Derde klasse: 1

White Star Woluwe: 2010-2011
- Supercoppa del Belgio: 1

Genk: 2019
- Division 1-B: 1

Royale Union Saint-Gilloise: 2020-2021

#### Individuale
- Trofeo Raymond Goethals: 2

2017, 2021
- Calciatore dell'anno: 1

Migliore allenatore belga dell'anno: 2017
- Belgian professional football Awards: 1

Migliore allenatore della stagione: 2021-2022